# Hornohradský potok
Hornohradský potok je vodní tok v Krušných horách a Doupovských horách v okrese Karlovy Vary v Karlovarském kraji, levostranný přítok Ohře.
Délka toku měří 8,3 km, plocha povodí činí 13,21 km².

## Průběh toku
Potok pramení v nadmořské výšce 1050 metrů na západním svahu vrchu Meluzína (1097 m) v Krušných horách. Pramen se nachází hranici Karlovarského a Ústeckého kraje. Tok potoka míří stále jižním směrem. Nad hradem Hauenštejn v osadě Horní Hrad, části obce Krásný Les přitéká do přírodního parku Stráž nad Ohří. Pod Horním Hradem opouští Krušné hory a pokračuje v Doupovských horách, kde zleva přibírá Osvinovský potok. Jihovýchodním směrem teče v zařízlém údolí pod srázy okolních kopců, v úseku mezi Damicemi a Stráží nad Ohří podtéká silnici I/13 a vlévá se zleva do Ohře na jejím 142,6 říčním kilometru.
Údolí Hornohradského potoka je přibližně mezi Horním Hradem a ústím potoka do Ohře součástí přírodní památky Hornohradský potok.

## Mlýny
- Röckertův mlýn – Horní Hrad čp. 9, Krásný Les, okres Karlovy Vary, kulturní památka